# Махринов, Григорий Фёдорович
Григорий Фёдорович Махринов (1921—1992) — Герой Советского Союза (1946), генерал-майор авиации.

## Биография
Родился 15 февраля 1921 года в селе Лысогорка ныне Кашарского района Ростовской области в семье крестьянина. Русский.
Окончил 7 классов и школу ФЗУ. Работал фрезеровщиком на заводе имени Октябрьской революции в городе Луганске.
В Красной Армии с 1938 года. В 1940 году окончил Ворошиловградскую военно-авиационную школу пилотов. Участник Великой Отечественной войны с первых её дней. Член ВКП(б)/КПСС с 1943 года.
В марте 1943 года под Старой Руссой на самолёт-разведчик Махринова напали шесть истребителей противника. Экипаж отбивался мужественно, один «Мессершмитт» даже был сбит. Но в противоборстве с оставшейся пятёркой «Пе-2» устоять было трудно. Но экипаж смог выстоять. Самолёт приземлился весь изрешечённый, а весь экипаж получил ранения. В мае 1944 года при выполнении боевого задания в районе Бреста на его «Пе-2» огнём зениток было повреждено управление. Несмотря на это Григорий Махринов привел самолёт на свой аэродром и умело выполнил посадку, доставив весьма важные сведения (на четырёх аэродромах было обнаружено 240 самолётов противника). В последующем он не раз отлично выполнял аэросъёмку железнодорожных узлов, аэродромов, крупных городов и оборонительных рубежей, обычно прикрываемых мощными средствами ПВО.
Командир звена отдельного разведывательного авиационного полка капитан Григорий Махринов к февралю 1945 года совершил 190 боевых вылетов, из них 115 — на разведку и 75 — на бомбардировку важных военных объектов врага. Всего за годы войны капитан Григорий Махринов выполнил 199 боевых вылетов, 117 из них на разведку, отснял с воздуха территорию, равную 20000 квадратных километров.
После войны Махринов Г. Ф. продолжал службу в ВВС СССР, в том числе в Забайкалье. В 1946 году избирался депутатом Читинского городского Совета депутатов трудящихся. В 1954 году окончил Военно-воздушную Краснознамённую академию. Командовал авиаполком и дивизией. Был заместителем командующего авиацией Сибирского военного округа. Жил в городе Новосибирске.
С 1973 года генерал-майор авиации Г. Ф. Махринов — в запасе. Поступил работать в МЭИ в особое конструкторское бюро (ОКБ МЭИ). Затем жил и работал в посёлке Чкаловский (ныне в черте города Щёлково) Московской области, где и скончался 18 января 1992 года. Похоронен на кладбище села Леониха Щёлковского района Московской области.

## Память
- В посёлке Чкаловский на доме № 8 по улице Жуковского, в котором с 1980 по 1992 годы проживал Герой, установлена мемориальная доска.

## Награды
- Указом Президиума Верховного Совета СССР от 15 мая 1946 года за образцовое выполнение боевых заданий командования на фронте борьбы с немецко-фашистскими захватчиками и проявленные при этом мужество и героизм, капитану Григорию Федоровичу Махринову присвоено звание Героя Советского Союза с вручением ордена Ленина и медали «Золотая Звезда» (№ 6240).
- Награждён четырьмя орденами Красного Знамени, двумя орденами Отечественной войны 1-й степени, орденом Красной Звезды, а также медалями.